# Gerhard Meyer

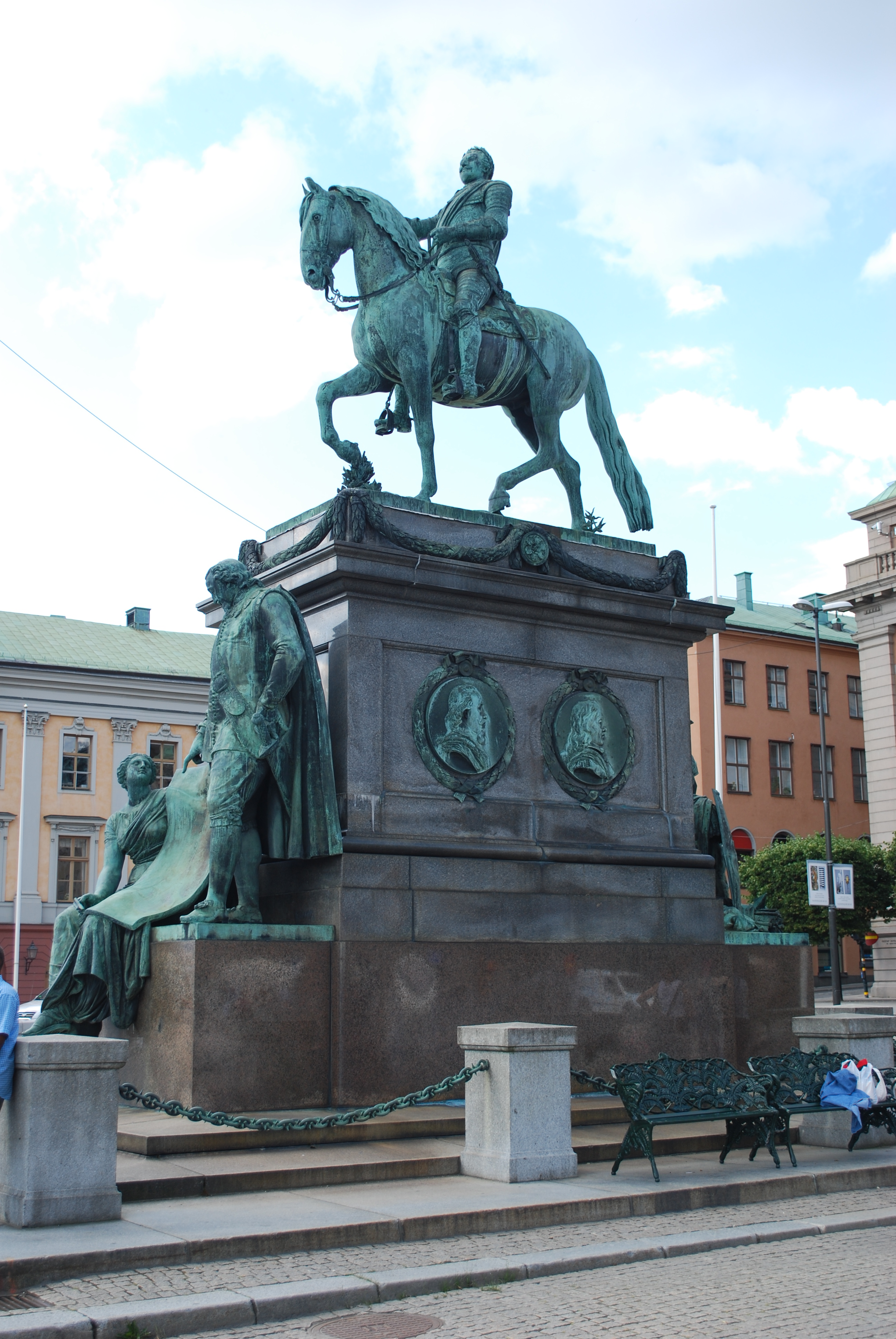
Gustaf Adolfs-statyn i Stockholm

Gerhard Meyer d.y., född 1 augusti 1704 i Stockholm, död 11 november 1784 i Stockholm, var en svensk styck- och statygjutare och ägare till Meyerska Styckgjuteriet vid Beridarebansgatan i Stockholm.

## Biografi
Gerhard Meyer d.y. var son till Gerhard Meyer d.ä. och Catharina Kammecker. Hans far och tre av hans syskon dog 1710 i pesten. Han skrevs in vid Uppsala universitet 1717 och studerade där tre år under ledning av en informator. Han blev styckgjutarlärling vid Meyerska Styckgjuteriet 1720 och bedrev studier i Tyskland, Schweiz, Frankrike, Holland och England under treårsperioden 1724–1727. Han ledde från 1728 det styckgjuteriet, som grundats av farfarsfadern Gerdt Meyer 1641. Han blev också sprutmästare vid Kungliga slottet och Stockholms stad 1730.
Förutom styckgjutning åt krigsmakten göt Meyer bland annat trofégrupperna på Stockholms slotts södra fasad och vapen och ornament på Karolinska gravkoret. 1778 lät Meyer gjuta (efter en modell av Pierre Hubert L'Archevêque) Sveriges första ryttarstaty, föreställande Gustav II Adolf, vilken idag står på Gustav Adolfs torg i Stockholm.
Gerhard Meyer förvärvade 1754 det Sparreska palatset på  Fredsgatan i Stockholm, vilket han 1775 skänkte till Målare- och bildhuggarakademien (sedermera Konstakademien). Han blev året därefter hedersledamot av Konstakademien. Han var också ledamot av Vetenskapsakademien sedan 1740.
Han gifte sig 1728 med sin mors halvkusin Maria Juliana Kammecker (troligen 1705–1758). Sonen Gerhard Meyer (1728–1797) tog över styckgjuteriet som den siste i släkten Meyer i dess ledning.

## Meyerska medaljen
Som tack för Meyers stora gåva till konstakademien slog de en stor medalj till hans ära. Den delades sedan ut som pris till personer inom konsten.